# حشره‌خوار خاکستری آسیایی
 حشره‌خوار خاکستری آسیایی (نام علمی: Crocidura attenuata) نام یک گونه از سرده حشره‌خوارهای دندان‌سفید است.